# Katchi Habel
Katchi Habel (ur. 22 października 1982) – niemiecka lekkoatletka specjalizująca się w biegach sprinterskich.
Na arenie międzynarodowej odniosła następujące sukcesy:
| Rok  | Miejsce  | Zawody                      | Konkurencja                                    | Pozycja                               | Wynik                 |
| ---- | -------- | --------------------------- | ---------------------------------------------- | ------------------------------------- | --------------------- |
| 2000 | Santiago | mistrzostwa świata juniorów | bieg na 100 m sztafeta 4 × 100 m               | srebrny medal złoty medal             | 11,39 43,91           |
| 2001 | Grosseto | mistrzostwa Europy juniorów | bieg na 100 m bieg na 200 m sztafeta 4 × 100 m | złoty medal srebrny medal złoty medal | 11,24 (w) 23,38 44,16 |

Trzykrotna mistrzyni Niemiec w biegach sztafetowych: na stadionie (2001 – 4 × 100 m) oraz dwukrotnie w hali (2001 – 4 × 200 m, 2003 – 4 × 200 m).
Rekordy życiowe: 
- stadion

- bieg na 100 m – 11,39 (18 października 2000, Santiago)
- bieg na 200 m – 23,31 (16 czerwca 2001, Mannheim)
- sztafeta 4 × 100 m – 42,99 (30 czerwca 2001, Stuttgart)

- hala

- bieg na 60 m – 7,31 (11 lutego 2001, Dortmund)
- bieg na 200 m – 25,17 (18 grudnia 1999, Münster)
- sztafeta 4 × 100 m – 1:32,57 (25 lutego 2001, Dortmund)